# Cugnaux
Cugnaux – miejscowość i gmina we Francji, w regionie Oksytania, w departamencie Górna Garonna.
Według danych na rok 1990 gminę zamieszkiwało 11 311 osób, a gęstość zaludnienia wynosiła 869 osób/km² (wśród 3020 gmin regionu Midi-Pireneje Cugnaux plasuje się na 23. miejscu pod względem liczby ludności, natomiast pod względem powierzchni na miejscu 886.).
W miejscowości obowiązywał zakaz umierania.
W 1935 w Cugnaux został założony klub piłkarski JS Cugnaux.